# Gacy
Gacy (bra Gacy) é um filme estadunidense de 2003, dos gêneros drama biográfico, policial, suspense e terror, dirigido por Clive Saunders, com roteiro de David Birke e do próprio diretor baseado na vida do assassino em série John Wayne Gacy.

## Sinopse
Um homem de bem, cidadão pacato, marido e pai amoroso que matou mais de 30 rapazes e os sepultou em casa, a mesma em que morava com sua família.

## Elenco
- Mark Holton...John Wayne Gacy
- Adam Baldwin...John Gacy, Sr.
- Tom Waldman...Hal
- Charlie Weber...Tom
- Allison Lange...Gretchen